# Katedra Chrystusa Zbawiciela w Ávili
Katedra Chrystusa Zbawiciela w Ávili (hiszp. Catedral del Salvador) – gotycka katedra wybudowana w Ávili, siedziba diecezji Ávila.
Nie wiadomo dokładnie, kiedy rozpoczęto budowę katedry. Możliwe, że w 1091 Alvar García rozpoczął budowę na pozostałościach kościoła Chrystusa Zbawiciela, zrujnowanego przez wielokrotne muzułmańskie ataki, a Alfons VI pokrył koszty budowy. Katedra została zaprojektowana tak, aby łączyć funkcje świątyni i twierdzy, dlatego absyda jest elementem muru obronnego.
Obecnie większość historyków przypisuje projekt katedry mistrzowi Fruchel działającemu w XII wieku. Ten okres zbiega się w czasie z procesem zasiedlania Kastylii prowadzonym przez francuskiego szlachcica Raimunda de Borgoña. Fruchel miał wybudować najstarszą część katedry (elementy w stylu na pograniczu architektury romańskiej i gotyckiej), podczas gdy nawy i sąsiadujące z nimi kaplice oraz wykończenie wież były wynikiem późniejszych prac prowadzonych między XIII i XVI wiekiem.